# Моусон-Пик
Моусон-Пик (англ. Mawson Peak) — вулкан на острове Херд в массиве Биг-Бен.
Высота — 2750 м над уровнем моря, по другим данным — 2745 м. Это — высшая точка на территории государства Австралия. Кроме того, Моусон-Пик — один из двух действующих вулканов на территории страны. С 1910 года было зафиксировано 10 извержений. Последнее извержение произошло в феврале 2016 года.
Своё название вулкан получил в 1948 году в честь Дугласа Моусона, посетившего остров в 1929 году во время своей экспедиции.